# Arvid Lindström (ingenjör)
Fredrik Ernst Arvid Lindström, född 19 augusti 1889 i Ängelsberg, Västmanlands län, på Hvilan i Engelsbergs bruk, död 15 mars 1968 i Göteborg, Göteborgs och Bohus län, var en svensk ingenjör och direktör. 
Arvid Lindström var en av grundarna av samt verkställande direktör på Svenska Transformatorfabriken i Linköping, senare uppköpt av Asea, senare ABB.   

## Biografi
Arvid Lindström avlade studentexamen 1909 och elingenjörsexamen 1913 vid Technikum Strelitz. Åren 1912–1918 var han underlöjtnant i Göta artilleriregementes reserv. Lindström arbetade med installationsverksamhet och som beräkningsingenjör vid ASEA Ludvikaverken fram till 1919. Samma år grundade han tillsammans med ingenjör Algot Wadström AB Svenska Transformatorfabriken i Linköping. Lindström blev bolagets verkställande direktör och ledamot i styrelsen. Lindström var även ledamot av Linköpings drätselkammare och huvudman i Linköpings Sparbank.

## Familj
Arvid Lindström var son till konstnären Mauritz Lindström och tyska riksgrevinnan Helena von Götz. Han gifte sig 1915 med Anne-Marie Mostad. Paret fick döttrarna Elsa (f. 1916), som var gift med landshövdingen Per Westling, och Ulla (f. 1923), som var gift med vinproducenten Curt Eklund.